# Sandra Le Poole
Sandra Le Poole, född den 20 oktober 1959 i Leiden, Nederländerna, är en nederländsk landhockeyspelare.
Hon tog OS-guld i damernas landhockeyturnering i samband med de olympiska landhockeytävlingarna 1984 i Los Angeles.